# Elephantomyia (Elephantomyia) niphopoda
Elephantomyia (Elephantomyia) niphopoda is een tweevleugelige uit de familie steltmuggen (Limoniidae). De soort komt voor in het Neotropisch gebied.